# José Cavazos
Gral. José Cavazos fue un militar mexicano que participó en la Revolución mexicana. Nació en Nuevo León. Fue constitucionalista y desempeñó diversas comisiones. Fue general de brigada con antigüedad de 28 de octubre de 1924.   